# Proasellus danubialis
Proasellus danubialis és una espècie de crustaci isòpode pertanyent a la família dels asèl·lids.

## Hàbitat
Viu en aigües dolces subterrànies.

## Distribució geogràfica
Es troba a Europa: la vall del riu Bela Reka Romania.